# نينا يونغ
نينا يونغ (بالإنجليزية: Nina Young)‏ هي ممثلة أسترالية، ولدت في 1966 ببرث في أستراليا.

## أعمال

### أفلام
- (1997) الغد لا يموت[2][3][4]
- (2001) هاري بوتر وحجر الفلاسفة
- (2003) جوني إنجلش[5]
- (2010) صراع الجبابرة[6][7]

## وصلات خارجية
- نينا يونغ على موقع IMDb (الإنجليزية)
- نينا يونغ على موقع ألو سيني (الفرنسية)
- نينا يونغ على موقع أول موفي (الإنجليزية)
- نينا يونغ على موقع قاعدة بيانات الأفلام السويدية (السويدية)
- نينا يونغ على موقع قاعدة بيانات الفيلم (الإنجليزية)
- نينا يونغ على موقع كينوبويسك (الروسية)